# Louis Alexandre de Bourbon, greve av Toulouse
Louis Alexandre de Bourbon, född 6 juni 1678 på Château de Clagny, död 1 december 1737, var en fransk amiral. Han var utomäktenskaplig son till kung Ludvig XIV av Frankrike och Madame de Montespan och hade titeln greve av Toulouse, under vilken han är mest känd, från 1681, samt hertig av Penthièvre (1697), hertig d'Arc, hertig de Châteauvillain och hertig de Rambouillet (1711).

## Biografi
Han utnämndes till storamiral av Frankrike vid fem års ålder. Gift 1723 med Marie Victoire de Noailles; farfar till Louise Marie Adelaide av Bourbon och därmed morfarsfar till kung Ludvig Filip.
Han blev liksom sin syster Françoise-Marie de Bourbon omhändertagen av Marguerite de Montchevreuil. År 1681 blev han erkänd, legitimerad, och fick då titeln greve av Toulouse; 1683 blev han storamiral av Frankrike och 1684 löjtnant och fick ett regemente namngett efter sig. Han blev guvernör av Guyenne 1689, guvernör av Bretagne 1695 och slutligen marskalk av Frankrike vid 18 års ålder 1696; året därpå blev han kommendör i armén. Han deltog i Spanska tronföljdskriget med uppgiften att försvara Sicilien, och kommenderade franska flottan i Slaget vid Málaga 1704.  
Louis Alexandre träffade ofta sin mor även efter att hon hade fått lämna hovet, och han höll sams med båda sina systrar trots att de ofta låg i konflikt. Precis som sina systrar undvek han dock sin brors och sin svägerskas politiska intriger. Vid moderns död 1707 förbjöds han och hans syskon att bära sorg, men sörjde ändå privat. Kort före sin död 1715 förklarade Ludvig XIV honom och hans bror arvsberättigade till tronen och med rätt att fungera som ställföreträdande regenter för Ludvig XV. Efter Ludvig XIV:s död blev dock hans testamente upphävt av Parisparlamentet på begäran av hertig Filip av Orléans, Hertig av Orléans, Regent av Frankrike, som i stället blev regent för Ludvig XV. Han var marinminister 1715-1722.